# 巴布亚新几内亚国徽
巴布亚新几内亚国徽图案为一只极乐鸟停歇在两只皮鼓和一支长矛上。极乐鸟为国鸟，寓意同国旗；皮鼓和长矛象征该国的传统文化。下方的文字为“巴布亚新几内亚”。